# Мусаев, Бахтияр Али оглы
Бахтияр Али оглы Мусаев (азерб. Bəxtiyar Əli oğlu Musayev; 4 августа 1973) — советский и азербайджанский футболист, игравший на всех позициях в поле, в основном на позиции полузащитника. Выступал за сборную Азербайджана.

## Биография
Дебютировал во взрослом футболе в бакинской команде МЦОП «Термист»/МЦОП «Динамо», игравшей в последних сезонах чемпионата СССР во второй низшей лиге. В ходе сезона 1991 года перешёл в «Нефтчи» (Баку) и сыграл 4 матча в первой лиге СССР.
После распада СССР продолжал играть за «Нефтчи» в чемпионате Азербайджана. Стал чемпионом страны в сезоне 1992 года, обладателем Кубка Азербайджана 1994/95. В середине 1990-х годов сыграл один матч за «Туран» (Товуз) и провёл полсезона в армейском клубе ОИК. В 1996 году перешёл в «Карабах» (Агдам) и играл за него два сезона, в сезоне 1996/97 стал вице-чемпионом, а в сезоне 1997/98 — финалистом Кубка. В 1998 году вернулся в «Нефтчи» и выступал за команду четыре года, завоевав серебряную (2000/01) и две бронзовые медали (1998/99, 1999/00), а также два Кубка страны (1998/99, 2001/02).
В сезоне 2003/04 играл за клубы «Шамкир» и «Шафа». В следующем сезоне выступал за «Хазар» (Ленкорань) и стал серебряным призёром чемпионата. В последнем сезоне в карьере снова играл за «Нефтчи» и завоевал бронзовую медаль.
Всего в чемпионате Азербайджана сыграл 248 матчей, забил 42 гола, из них более 160 матчей — за «Нефтчи».
В национальной сборной Азербайджана дебютировал 4 июня 1997 года в товарищеском матче против Эстонии. В 1999—2000 годах был регулярным игроком стартового состава команды, а в одной игре — 8 сентября 1999 года против Венгрии — был капитаном сборной. Всего в 1997—2002 годах сыграл 20 матчей за сборную (из них 2 — неофициальных). Последнюю игру провёл 20 февраля 2002 года против сборной клубов Болгарии.
После окончания игровой карьеры несколько лет работал в «Нефтчи» тренером-селекционером, но ушёл оттуда после конфликта с руководством клуба. В начале 2017 года был назначен спортивным директором клуба первой лиги «Загатала», но по состоянию на 2019 год снова был без работы в футбольной сфере.

## Достижения
- Чемпион Азербайджана: 1992
- Серебряный призёр чемпионата Азербайджана: 1996/97, 2000/01, 2004/05
- Бронзовый призёр чемпионата Азербайджана: 1994/95, 1998/99, 1999/00, 2005/06
- Обладатель Кубка Азербайджана: 1994/95, 1998/99, 2001/02